# Empoli
De stad Empoli is gelegen in de Italiaanse regio Toscane, in de provincie Florence. Belangrijk voor de lokale economie is de glas- en textielindustrie.
Deze plaats op de linkeroever van de rivier de Arno werd rond het begin van de jaartelling al gesticht door de Romeinen die het In Portu noemden. Tegen 400 was de stad flink gegroeid vanwege zijn belangrijke rivierhaven. De Via Quinctia verbond de stad met Florence (destijds Florentia) en Pisa (Colonia Iulia obsequens), de Via Salaiola leidde naar Volterra. Rond 700 bloeide de stad opnieuw op rondom een kasteel genaamd Emporium of Empolis waarvan de huidige naam is afgeleid. Gedurende de middeleeuwen maakte Empoli lange tijd deel uit van de Florentijnse Republiek.
De volgende frazioni maken deel uit van de gemeente: Marcignana

## Bezienswaardigheden
- Collegiata di Sant'Andrea het belangrijkste bouwwerk in Empoli gelegen aan het Piazza Farinata degli Uberti. De kerk werd in de 11e eeuw gebouwd in de Florentijns-romaanse stijl. Voor de façade werd gebruikgemaakt van wit marmer uit Carrara en groen marmer afkomstig uit de bergen bij Prato. Bij de kerk hoort het museum Museo della Collegiata met een rijke collectie beeldhouw- en schilderwerken uit de renaissance.
- Piazza Farinata degli Uberti, ook bekend als Piazza dei Leoni met de fontein van Luigi Pampaloni
- Palazzo Ghibellino is het voormalige paleis van de graven van Guidi
- Palazzo Pretorio, stadhuis in de middeleeuwen
- Museo della collegiata di Sant'Andrea, museum

## Sport
Empoli F.C. is de voetbalclub van Empoli.

## Verkeer en vervoer
Empoli is bereikbaar via de lokale weg SGC Florance-Pisa-Livorno. Het beschikt over een treinstation, Station Empoli.

## Geboren
- Jacopo da Pontormo (Pontorme, 1494-1557), kunstschilder
- Francesco Feroni (1614-1696), koopman, bankier, politicus en functionaris
- Ferruccio Busoni (1866-1924), componist en pianist
- Manuele Mori (1980), wielrenner
- Kristian Sbaragli (1990), wielrenner
- Simone Antonini (1991), wielrenner
- Ludovico Crescioli (2003), wielrenner

## Galerij

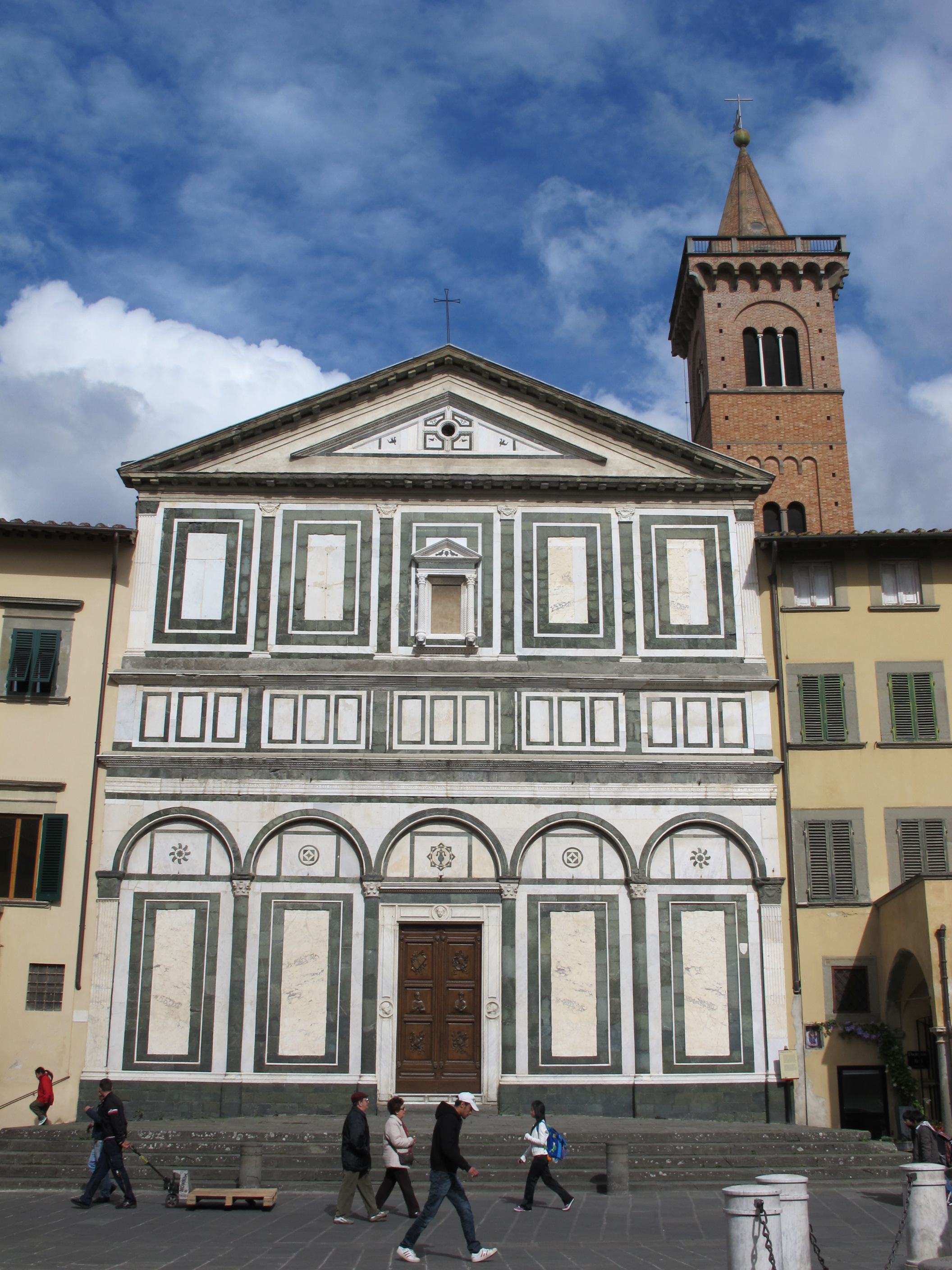
Collegiata di Sant'Andrea
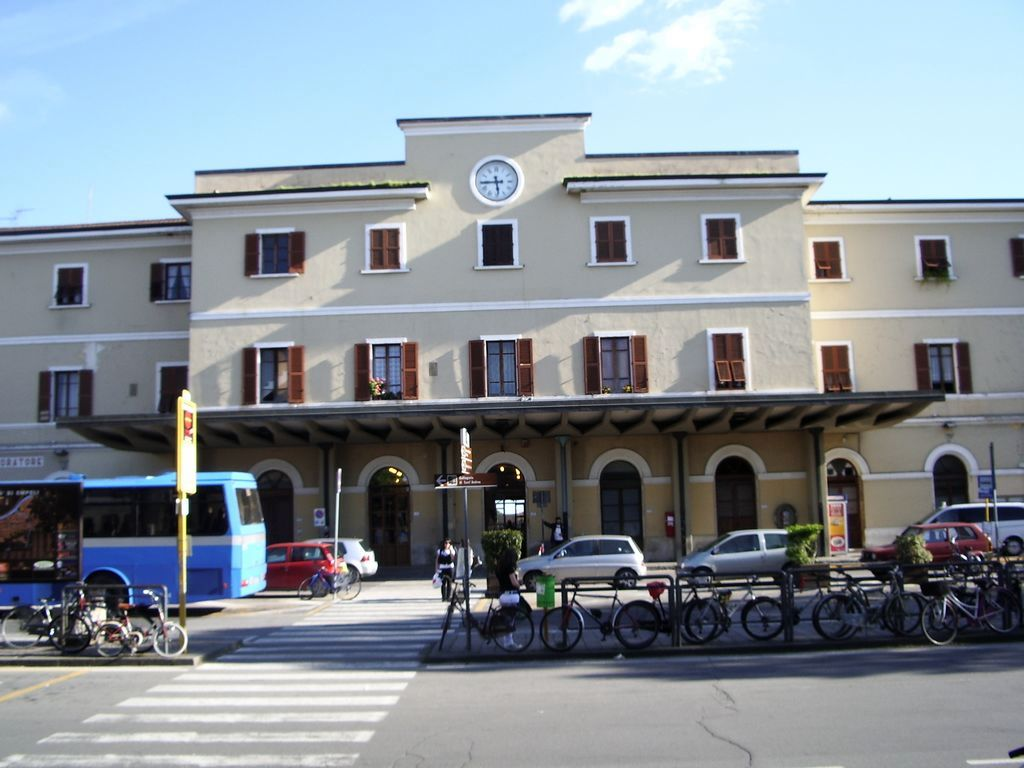
Station Empoli
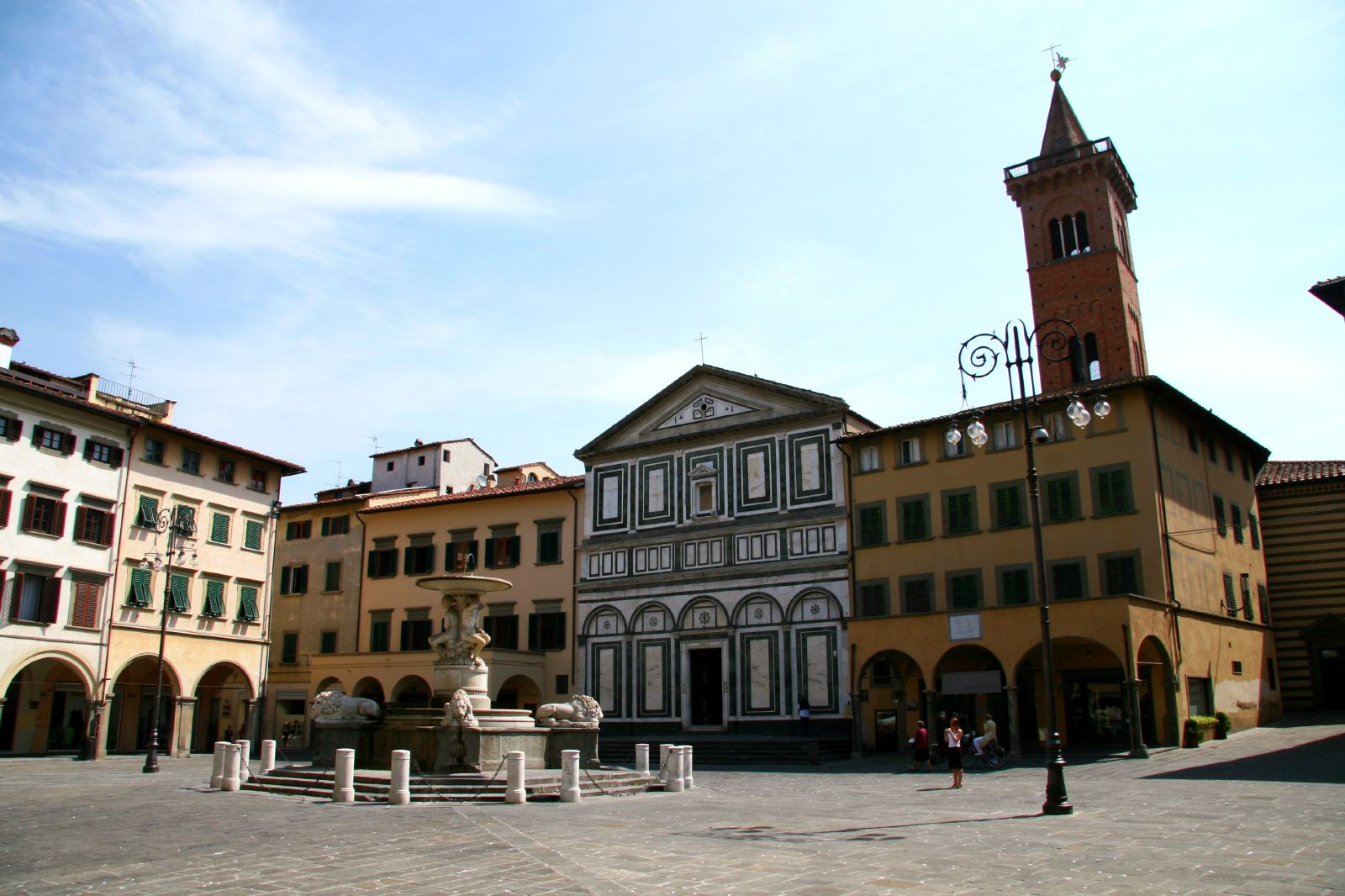
Piazza Farinata degli Uberti
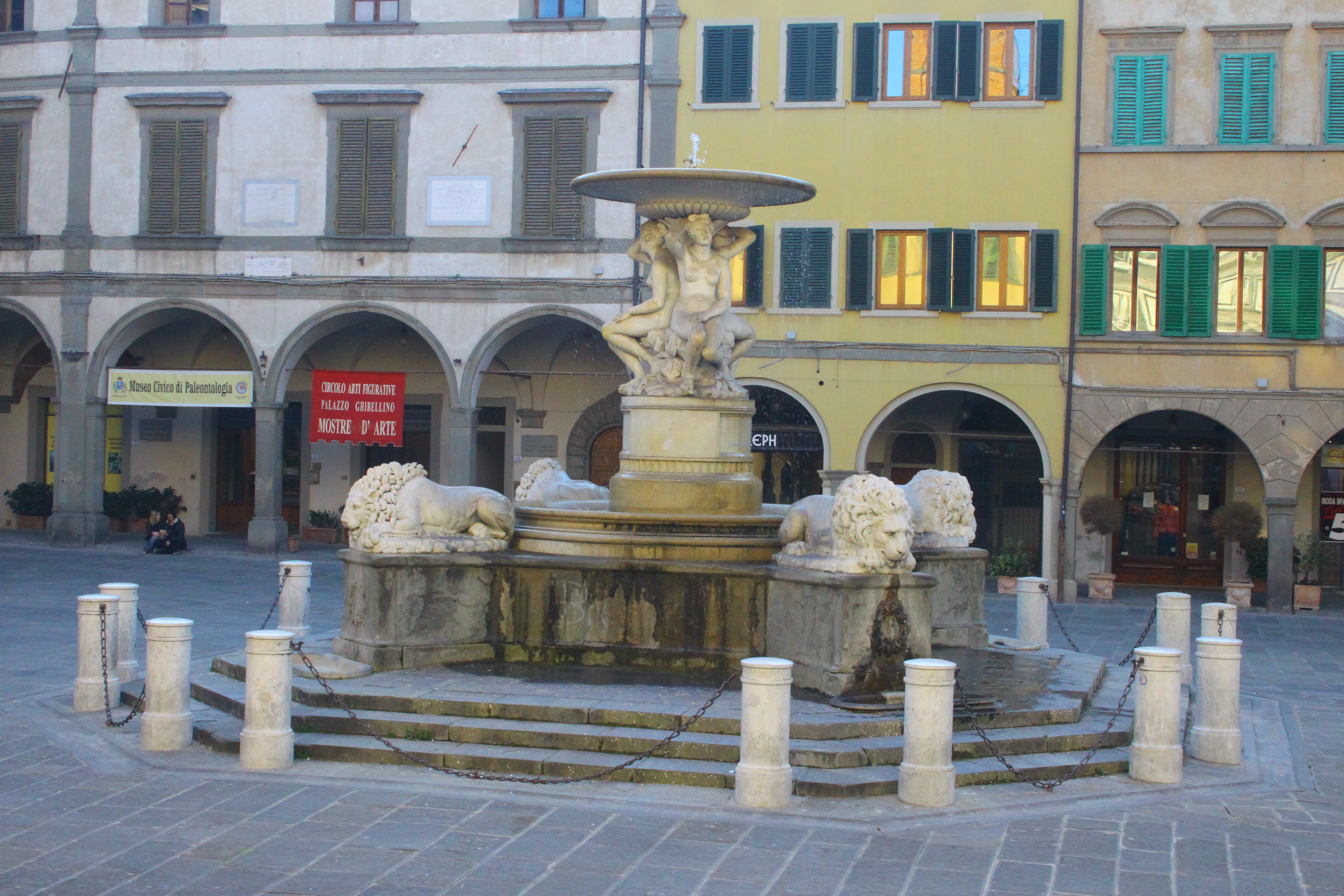
Fontein op Piazza Farinata degli Uberti
Museo della collegiata di Sant'Andrea, museum